# 이리나 고르바초바
이리나 아나톨리예브나 고르바초바(러시아어: Ири́на Анато́льевна Горбачёва, 1988년 4월 10일 ~ )는 러시아의 배우이다. 2018년 니카상 여우주연상 수상자이다.

## 영화
- 한여름 밤의 꿈
- 앵그리 버드 2: 독수리 왕국의 침공